# 吉盧語
吉盧語（ɟruʔ）是屬於南亞語系的一種語言，使用人口約2.8万人，主要分布在寮國南部。吉盧語也被稱為“Loven”、“Laven”或“Boloven”，來自寮語的Laven或Loven，而這又源自高棉語的布拉萬高原。

## 分類
吉盧語是西巴拿语支拉文語的一種變體。

## 地理分佈
吉盧語是吉盧族人的母語。他們是生活在寮國極南端中部的占巴塞省、塞公省和阿速坡省孤立山區中的一個山地部落，從事咖啡和荳蔻種植以及其他農業活動。
此處所描述的變體主要在占巴塞省巴衝區的巴衝（Paksong）、Houeikong、Tateng等附近村莊使用。

## 音系
吉盧語的音素和音節結構具有東部南亞語系巴拿语支的典型特徵。儘管一些單詞有一些小的前音節，但其大部分的單詞都僅有單音節，其語序也保留了經典的南亞語系的語序結構。
其他高棉語言所具备的音區在吉盧語中並沒有被發現。與周圍的優勢語言相反，吉盧語沒有發展出區分音素的聲調。

### 輔音
吉盧語的輔音與其他同族語言相似，共有五個發音部位，且塞音被區分為濁音、清音及送氣（清）音。如下表：
|      |      | 雙脣 | 雙脣 | 齒齦 | 齒齦 | 硬顎 | 硬顎 | 軟顎 | 軟顎 | 聲門 |
| ---- | ---- | ---- | ---- | ---- | ---- | ---- | ---- | ---- | ---- | ---- |
| 塞音 | 送氣 | pʰ   | pʰ   | tʰ   | tʰ   |      |      | kʰ   | kʰ   |      |
| 塞音 | 清音 | p    | p    | t    | t    | c    | c    | k    | k    | ʔ    |
| 塞音 | 濁音 | b    | b    | d    | d    | ɟ    | ɟ    | ɡ    | ɡ    |      |
| 鼻音 | 濁音 | m    | m    | n    | n    | ɲ    | ɲ    | ŋ    | ŋ    |      |
| 擦音 | 清音 |      |      | s    | s    |      |      |      |      | h    |
| 近音 | 濁音 | w    | w    | l    | r    | j    | j    |      |      |      |

### 元音
吉盧語從原始高棉語繼承了三個元音高度（閉、半閉、開）和三個元音舌位（前、中、後），再加上後來發展出的半開元音，共形成10個元音位置。所有的元音都具有長短音的分別，故共有20個單元音。
但與東南亞的其他語言不同的地方是，吉盧語元音的長度對立不是「長」和「短」，而是「正常」和「特別短」。
|        | 前   | 前     | 央   | 央     | 後      | 後        |
| 特別短 | 正常 | 特別短 | 正常 | 特別短 | 正常    |           |
| ------ | ---- | ------ | ---- | ------ | ------- | --------- |
| 閉     | /i/  | /iː/   | /ɨ/  | /ɨː/   | /u/     | /uː/      |
| 半閉   | /e/  | /eː/   |      |        | /o/     | /oː/      |
| 半開   | /ɛ/  | /ɛː/   | /ə/  | /əː/   | /ʌ/,/ɔ/ | /ʌː/,/ɔː/ |
| 開     |      |        | /a/  | /aː/   |         |           |

吉盧語另有三組雙元音：/ia/、/ɨə/和/ua/。在某些環境中，雙元音/ie/與/uo/也分別作為/i/和/u/的同音異體出現。

### 音節結構
吉盧語的最長的單音節字可表示為(C1)C2(R)V(C3)，其中C1是任何清音輔音，C2是除了與C1（或R，如果存在）相同的任何輔音，R是/r/或/l/，V是任何元音或雙元音，C3可以是除了濁音或吸氣音的任何輔音。括號中的組成部分不在所有詞語中出現。
吉盧語的最長的一個半音節字詞（sesquisyllabic word）可表示為C1əC2(R)V(C3)，其中C1是/p/、/k/或/t/，C2是/h/, /r/或/l/，C3可以是任何輔音，除了濁音或吸氣音。

## 文字系統

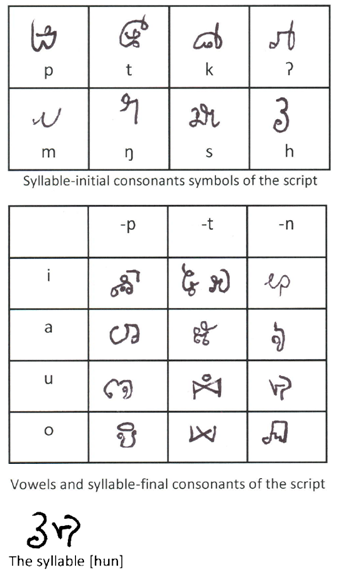
公字的部分字母。

與大部分的同族語言一樣，吉盧語沒有自己原生的文字系統。而在歷史上，寮文和越南國語字都曾被借用以書寫吉盧語。然而，在二十世紀初的翁科叛亂（Ong Keo Rebellion）中，該地區的部落曾聯合抵制法國和寮國的統治，期間一位阿拉克语者發明了一個叫做「公字」的複雜文字系統。這套系統屬於表音文字，通常將一個音節拆成「元音前輔音」及「元音及元音後輔音」兩者，並各自表記。公字在1924至1936年間曾被用來書寫吉盧語。
另外，語言學家帕斯卡爾·雅克（Pascale Jacq）在母語人士的幫助下，開發了一套基於寮文的拼字法，試圖為吉盧語者提供一種標準化的語言書寫方法，並以此編寫了一本吉盧－寮－英－法語字典。

## 外部鏈結
- Sidwell, Paul (2003). A Handbook of comparative Bahnaric, Vol. 1: West Bahnaric. Pacific Linguistics, 551. Canberra: Research School of Pacific and Asian Studies, Australian National University.
- http://projekt.ht.lu.se/rwaai（页面存档备份，存于） RWAAI（南美洲無形遺產信息庫和工作空間）
- http://hdl.handle.net/10050/00-0000-0000-0003-9043-C@view吉盧語在RWAAI的數位檔案
- 輔音聽力訓練器